# Птеригоплихти
Птеригоплихтите (Pterygoplichthys) са род сомоподобни риби от семейство Лорикариеви.

## Описание
Видовете от този род лесно могат да се разграничат от повечето други лорикариеви по техните големи гръбни перки с 9 или повече (най-често 10) гръбни лъча. Окраската им обикновено е тъмно кафява, или с тъмни или по-светли петна. Размерите на възрастните екземпляри варира от 50 до 70 cm.

## Разпространение и местообитание
Птеригоплихтите са разпространени в реките Ориноко, Амазонка, Магдалена, Маракайбо, Парана и Сао Франциско. Обитават най-често застояли потоци, езера и блата.

## Списък на видовете
Известни са 16 вида от този род:
Род Птеригоплихти
- Вид Pterygoplichthys ambrosettii (E.L. Holmberg, 1893)
- Вид Pterygoplichthys anisitsi Eigenmann & Kennedy, 1903
- Вид Pterygoplichthys disjunctivus (Weber, 1991)
- Вид Pterygoplichthys etentaculatus (Spix & Agassiz, 1829)
- Вид Pterygoplichthys gibbiceps (Kner, 1854)
- Вид Pterygoplichthys joselimaianus (Weber, 1991)
- Вид Pterygoplichthys lituratus (Kner, 1854)
- Вид Pterygoplichthys multiradiatus (Hancock, 1828)
- Вид Pterygoplichthys pardalis (Castelnau, 1855)
- Вид Pterygoplichthys parnaibae (Weber, 1991)
- Вид Pterygoplichthys punctatus (Kner, 1854)
- Вид Pterygoplichthys scrophus (Cope, 1874)
- Вид Pterygoplichthys undecimalis (Steindachner, 1878)
- Вид Pterygoplichthys weberi Armbruster & Page, 2006
- Вид Pterygoplichthys xinguensis (Weber, 1991)
- Вид Pterygoplichthys zuliaensis Weber, 1991